# Pařížská šestka

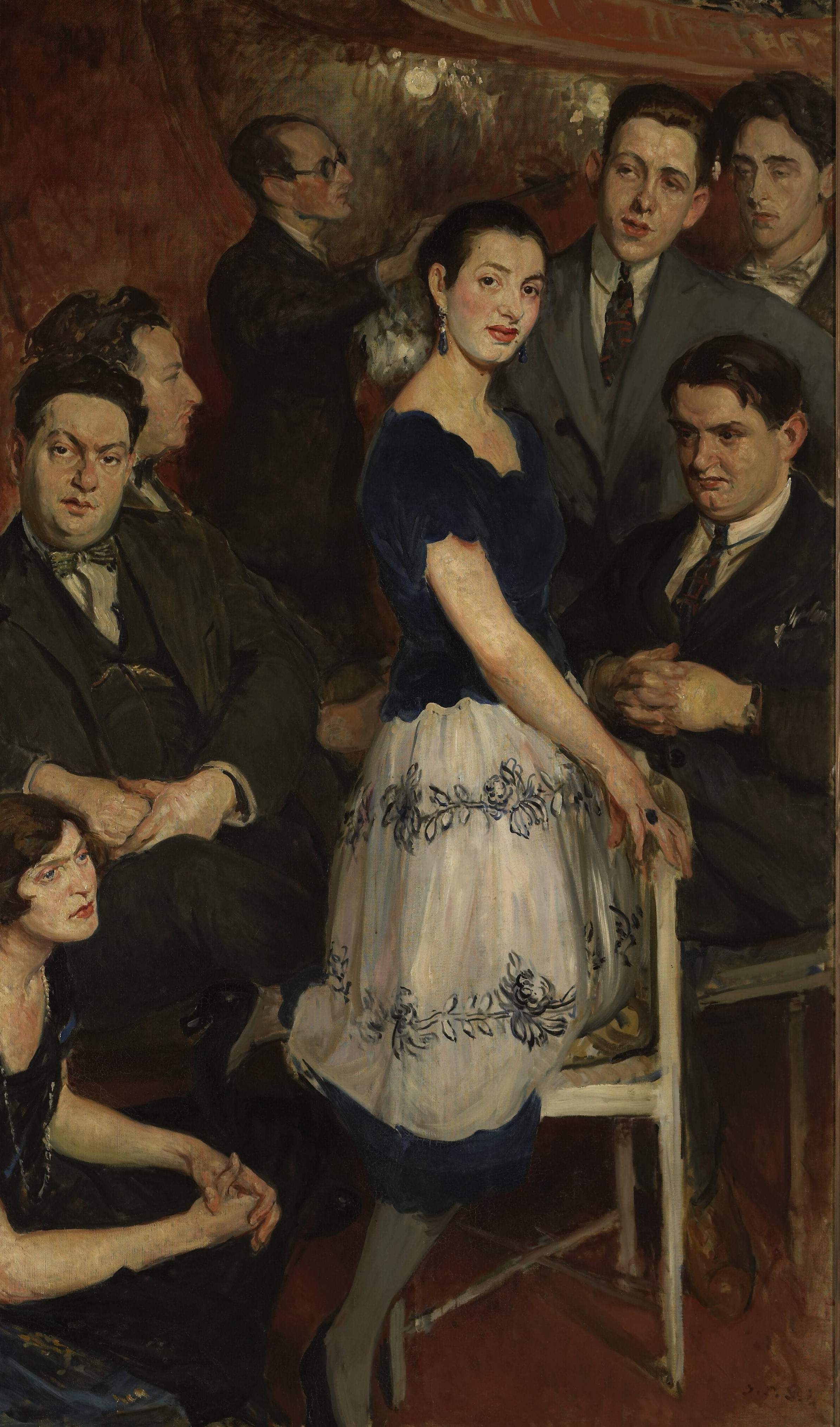
Skupinový portrét Pařížské šestky spolu s klavíristkou Marcelle Meyerovou od Jacquesa-Émila Blanche z roku 1921. Na obrazu chybí Louis Durey.

Pařížská šestka (francouzsky Les Six – název inspirovaný Pětkou, sdružením ruských umělců) je jméno, kterým roku 1920 označil kritik Henri Collet ve svém článku, nazvaném Les cinq russes, les six français et M. Satie (Pět Rusů, šest Francouzů a pan Satie – Comoedia, 16. ledna 1920) skupinu francouzských skladatelů, pracujících na Montparnassu a jejichž hudba je často považována za vzdor proti wagnerismu a impresionismu.

## Členové
Formálně byli členy Pařížské šestky:
- Georges Auric (1899–1983)
- Louis Durey (1888–1979)
- Arthur Honegger (1892–1955)
- Darius Milhaud (1892–1974)
- Francis Poulenc (1899–1963)
- Germaine Tailleferre (1892–1983)

Mnoho dalších se účastnilo neformálně, mezi těmi nejvýznamnějšími Erik Satie, Jean Cocteau a Jean Wiéner.

## Předehra: Les Nouveaux Jeunes (Noví mladí)
Když bylo v roce 1917 mnoho divadel a koncertních síní zavřeno kvůli válce, rozhodli se Blaise Cendrars a malíř Moise Kisling uspořádat koncert na 6 Rue Huyghens, kde měl svůj ateliér malíř Emile Lejeune. Pro tuto událost byly stěny ateliéru ověšeny plátny od Picassa, Matisse, Légera, Modiglianiho a dalších. Hrála se hudba Satieho, Aurica, Honeggera a Dureyho. Právě na tomto koncertě napadlo Satieho, že by kolem sebe mohl vytvořit skupinu skladatelů, nazvanou Les Nouveaux Jeunes, předchůdce Pařížské šestky.

## Pařížská šestka – Les Six
Milhaud tvrdil, že:
"(Collet) zvolil těch šest jmen zcela náhodně, jmenoval Aurica, Honeggera, Dureyho, Poulenca, Tailleferre a mě jenom proto, že jsme byli kamarádi, znali se navzájem, objevovali se ve stejných programech, bez ohledu na to, zda se naše temperamenty a osobnosti lišily. Auric a Poulenc následovali Cocteauovy myšlenky, Honegger obdivoval německý romantismus a já středozemní lyricismus! (Ivry 1996)"

Jiný názor vyslovila italská muzikoložka Ornella Volta (*1927), podle které Cocteau manévroval a pokoušel se stát hlavou avantgardní skupiny oddané hudbě, stejně jako nedlouho předtím vznikly kubistické a surrealistické skupiny v malířství a literatuře s Picassem, Apollinairem a Bretonem jako vůdčími osobnostmi. Skutečnost, že Satie opustil Les Nouveaux Jeunes méně než rok poté, co skupinu založil, byla pro Cocteaua „darem z nebes“; jeho publikace Le Coq et l'Arlequin údajně odstartovala vznik Pařížské šestky.[zdroj?]
Po první světové válce se začali Jean Cocteau a Pařížská šestka scházet v baru s názvem „La Gaya“, přejmenovaném na Boeuf sur le toit (Vůl na střeše). 
Skupina byla oficiálně založena v lednu 1920 dvěma články francouzského hudebního kritika a skladatele Henriho Colleta v časopise Comoedia. I když se zdá zřejmé, že za články stojí Jean Cocteau, název přesto zvolil Collet, který se rozhodl pro srovnání s ruskou skupinou Pětka.
Skupina vydala společně album klavírních kousků, známé jako Album des Six (Album Pařížské šestky). Pět členů skupiny také spolupracovalo na hudbě pro Cocteauovo dílo Les Mariés de La Tour Eiffel (Svatebčané na Eiffelovce), produkované Ballets Suédois, konkurenty Ballets Russes. Cocteau původně zadal hudbu Auricovi, ale protože ten nestihl dodat hudbu včas, rozdělil úkol mezi všechny zbylé členy skupiny. Durey nebyl v té době v Paříži a proto se projektu neúčastnil. Premiéra díla byla veřejným skandálem, který se vyrovnal i skandálu předešlého roku, kdy bylo uváděno Stravinského Svěcení jara. Navzdory tomu (nebo možná právě proto) bylo dílo Les Mariés de La Tour Eiffel v repertoáru Ballets Suédois po celá dvacátá léta.
Není správné říci, že s uvedením Les Mariés de La Tour Eiffel Pařížská šestka zanikla. Louis Durey se nadále účastnil všech koncertů, událostí a výročí skupiny, takže skupina se nerozpadla, jako spíše její jednotliví členové se vydali po svých individuálních stezkách, tak jak to v počátečním citátu naznačil Darius Milhaud.

## HudbaErika Satiehoa Pařížské šestky
- Parade – Satie a nějaké hluk vydávající nástroje dodané Cocteauem (žádná přímá souvislost s Pařížskou šestkou: složeno a uvedeno ještě před první myšlenkou na Les Nouveaux Jeunes lidmi, kteří nikdy k Pařížské šestce formálně nepatřili: Satie, Cocteau, Picasso, Ballets Russes)
- (prezentováno jako produkce Les Nouveaux Jeunes:) Druhá sestava nábytkové hudby: Chez un 'bistrot' a Un Salon (1920) – Satie (premiéra s Milhaudem)
- Les Mariés de la Tour Eiffel (1921) – společný projekt Milhauda - Aurica - Tailleferre - Honeggera - Poulenca, podle scénáře Cocteaua.
- Mercure – Satie, a Salade – Milhaud, premiéra 1924, produkce hrabě Etienne de Beaumont (v těchto produkcích ovšem figurovali více členové Ballets Russes než Pařížské šestky).
- La Nouvelle Cythère – Tailleferre, napsáno 1929 pro Ballets Russes, neprodukováno pro náhlou Ďagilevovu smrt
- Romance sans paroles – Durey
- Cinq Bagatelles – Auric
- Sonate pour violoncelle et piano – Poulenc
- Scaramouche – Milhaud
- Le Boeuf sur le Toit – Milhaud
- Sonate pour violon seul – Honegger
- Sonate Champêtre pro hoboj, klarinet, kontrabas a klavír – Germaine Tailleferre